# Château Ter Lucht
Le château Ter Lucht est un château située dans le village belge de Saint-André faisant partie de la ville de Bruges.

## Histoire

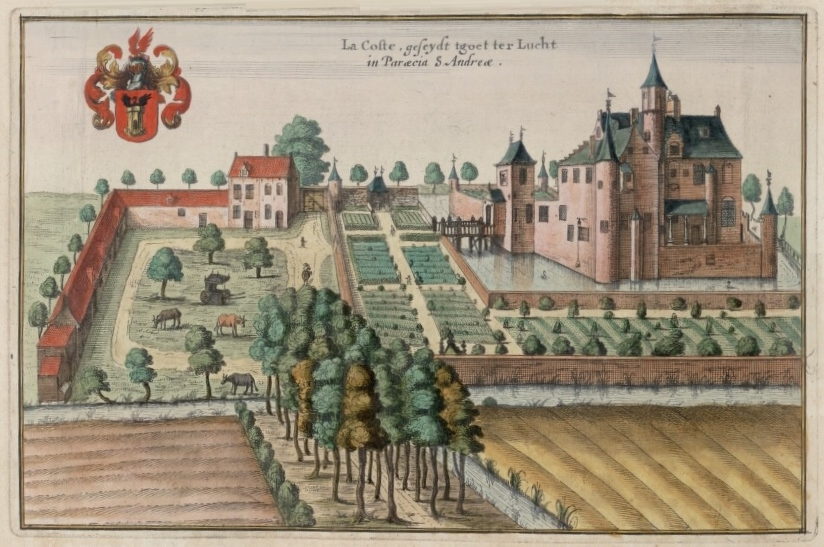
Château Ter Lucht

La plus ancienne mention de "Ter Lucht" remonte à 1577. 
En 1642, un château est érigé par André de La Coste. La chapelle Onze-Lieve-Vrouw van 't Boompje y est construite en 1664. 
Le château et le domaine sont également affichés sur la carte de Ferraris des années 1770.
En 1816, le château est vendu à Emmanuel-Louis van Outryve d'Ydewalle lors d'une vente publique. 
Le domaine est traversé par la construction de la ligne de chemin de fer Bruges-Ostende en 1839
Le général Narcisse Ablaÿ, gouverneur militaire de la province, acquiert le château en 1859.
En 1885, il est acheté par Auguste de Formanoir de la Cazerie à la famille Ablaÿ. Il est agrandi et les murs environnants ont disparu pendant les travaux de restauration. 
Après lui, il est habité par son fils Albéric de Formanoir de la Cazerie. Après sa mort en 1954, le château devient la propriété de la famille van Caloen de Basseghem.

## Le château

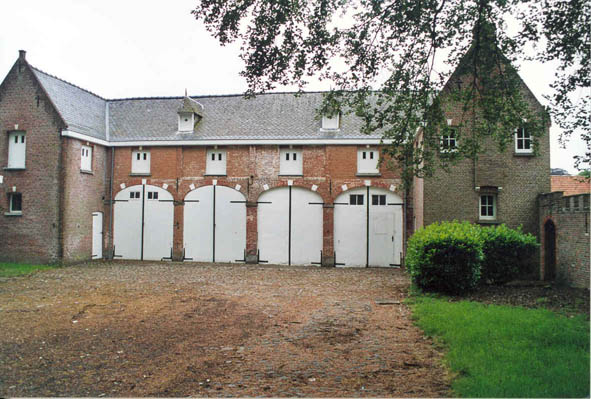